# Tofu fedido

Tofu fedido no estilo de Sichuan (mǎ là).

Tofu fedido (chinês: 臭豆腐, pinyin: chòudòufu), é um tipo de tofu fermentado com odor forte. É usualmente vendido em mercados noturnos e não em restaurantes.

## Produção
Diferentemente do queijo a fermentação do tofu fedido não possui uma fórmula fixa para a cultura-mãe: há ampla variedade regional e individual na fabricação e preparação das receitas.
O método tradicional de preparação do tofu fedido envolve uma salmoura com leite fermentado, vegetais e carne; a salmoura também pode incluir camarão seco, amaranto, folhas de mostarda, brotos de bambu e ervas chinesas. A fermentação da salmoura pode levar vários meses.
Na produção industrial são utilizados métodos para produção rápida e em massa do tofu fedido, nas quais o tofu fresco é marinado em salmoura por apenas um dia ou dois especialmente para fritura ou cozimento. Dessa forma o processo apenas acrescenta odor ao tofu marinado em vez de deixá-lo fermentar por completo.

## Preparação
O tofu fedido pode ser comido frito, cozido (inclusive a vapor) ou mais frequentemente frio, acompanhado por molho chili. A cor varia do estilo dourado de Zhejiang ao preto, típico da cozinha de Hunan.
À distância o odor do tofu fedido parece lembrar o de lixo podre ou de chulé. Algumas pessoas comparam-no ao sabor dos queijos azuis, enquanto outras comparam ao de carne podre. Diz-se que quanto mais forte é o cheiro melhor é o sabor.

## História
De acordo com as lendas da tradição histórica chinesa, o tofu fedido foi criado por uma pessoa chamada Wang Zhi-He (王致和) durante a dinastia Qing. Entretanto, há diferentes variações da história: uma delas cita a origem do tofu fedido macio. Nela, após falhar nos exames imperiais, Wang Zhi-He permaneceu em Pequim e, para viver, passou a vender tofu. Certo dia, tendo uma grande quantidade de tofu não vendido nas mãos, ele cortou o tofu em pequenos cubos e os colocou em um vaso de cerâmica. Após vários dias, ele abriu o vaso e descobriu que o tofu se tornara verde e estava com um odor extremamente forte. Ele provou o tofu verde e malcheiroso e descobriu que estava surpreendentemente delicioso, e decidiu vender esse tofu como mercadoria em sua loja.

## Análise química
Uma análise química feita em 2012 encontrou 39 compostos orgânicos voláteis que contribuem para o cheiro e sabor característicos do tofu fedido fermentado. O principal composto volátil é o indol, seguido pelo dimetil trissulfeto, fenol, dimetil dissulfeto e dimetil tetrassulfeto.

## Pelo mundo

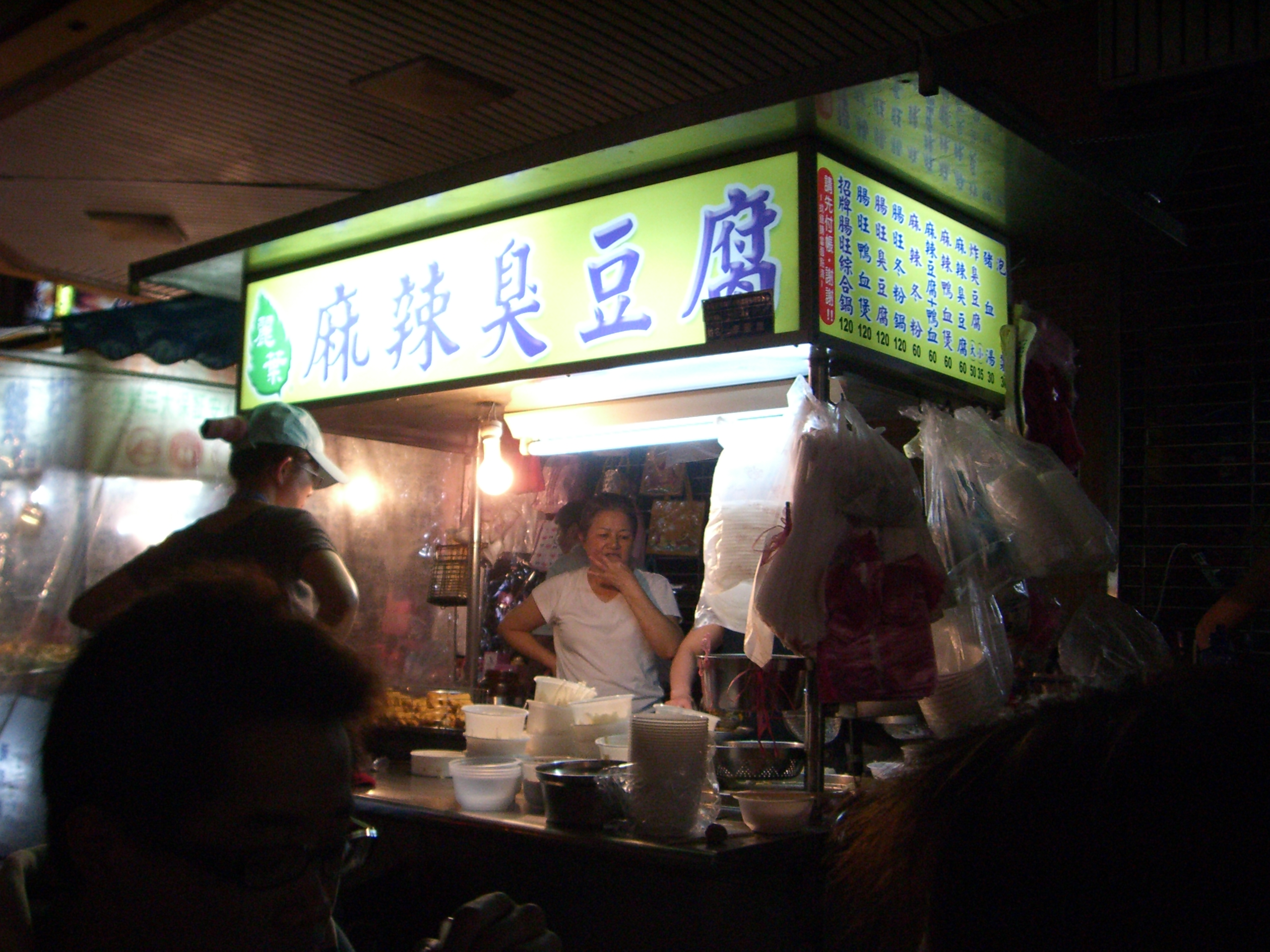
Loja de tofu fedido em Keelung, Taiwan

### China
O tofu fedido é feito e consumido em diferentes maneiras em várias áreas da China. Por exemplo, os tipos de tofu fedido seco feitos em Changsha e Shaoxing são produzidos com métodos diferentes e os sabores resultantes são muito diferentes.
Em Anhui, a delícia do tofu fedido depende principalmente de sua picância: quanto mais picante, mais adequado fica ao gosto local.